# Восточные номера
«Восточные номера» — доходный дом Малюшиных.
Доходный дом «Восточные номера»  — трехэтажное кирпичное здание с деревянными перекрытиями. Построено в 1871 году, по публичным данным Единого государственного реестра недвижимости дом построен в 1847 году.
Адрес: г. Москва ул. Садовая-Спасская д.12/23.

## История
В начале 80х годов XIX века управляющей работала О.Г. Горбачева.
Проживание стоило около 15 рублей в месяц.
В разные годы в данном доме проживали Д. И. Менделеев, А. Г. Успенский, А. И. Куприн, И. А. Бунин, И.И. Левитан (с 1883 по 1884 гг.), Н. П. Чехов, А.П. Чехов, К. А. Коровин (с 1882 по 1889), С. А. Коровин, Н. Л. Эллерт, А. К. Сильверсван, В. В. Переплетчиков, В. Б. Галкин.

К. А. Коровин писал:
...почему «восточные» неизвестно... Это были самые захудалые меблированные комнаты. У «парадного» входа, чтобы плотнее закрывалась входная дверь, к ней приспособлены были висевшие на веревке три кирпича...
В данном доме умер актер В. Б. Галкин.

### В культуре
В данном доме проживали герои рассказа А.П. Чехова «Ариадна»;